# Nậm Hẹ
Nậm Hẹ là một phụ lưu bờ trái sông Nậm Núa trong thủy vực sông Mekong, chảy ở vùng đất các xã Na Ư và Núa Ngam huyện Điện Biên, phía nam tỉnh Điện Biên, Việt Nam .
Nậm Hẹ dài 29 km, diện tích lưu vực 179 km² mã sông là "08 01 06 02" .
Nậm Hẹ khởi nguồn từ các suối ở dải núi biên giới Việt - Lào vùng đất xã Mường Nhà huyện Điện Biên, chảy hướng bắc. Qua xã Na Ư sông đổi hướng đông bắc. Sang xã Núa Ngam Nậm Hẹ chảy qua các bản Nậm Hẹ, và đến bản Pó Hẹ thì đổ vào Nậm Núa.

## Chỉ dẫn
1. ↑  Trong tiếng Tày-Thái "Nậm" đã có nghĩa là nước, sông, suối.

- Bản "Danh mục lưu vực sông nội tỉnh" có lỗi viết ngọng "Nậm Núa" thành "Nậm Lúa".[4]